# Джейн Трентер
Джейн Трантер (нар. 17 березня 1963 р.) — керівниця англійського телебачення, яка була виконавчим віцепрезидентом з планування програми та продюсерства в базі Лос-Анджелеса BBC Worldwide з 2009 по 2015 рік. З 2006 по 2008 рік вона була контролером художніх творів від BBC; на цій посаді вона контролювала виробництво корпорації в жанрах драматургії та комедії на всіх телеканалах, а також виробництво фільмів та програм, придбаних з-за кордону. Критики були стурбовані тим, що BBC вклала занадто багато творчої сили в одну людину, і після переїзду Трентер до Сполучених Штатів посаду контролера художніх творів було скасовано, а обов'язки були розподілені між чотирма іншими керівниками.

## Рання кар'єра
Вивчивши англійську літературу в Кінгс-коледжі та пройшовши секретарський курс в Оксфорді, вона в 1985 році приєдналася до співробітників BBC, спочатку працюючи секретарем у відділі радіодрами. Через два роки вона зробила перехід на телебачення, працюючи менеджером драм, таких як Жителі Іст-Енду та Bergerac
Пізніше того ж року вона була переведена на посаду помічника редактора сценаріїв, що працював над популярною медичною драмою BBC Casualty. Вона швидко потрапила на очі продюсера Девіда М. Томпсона, який пропонував їй виступити редактором сценаріїв в антологічному драматичних серіалах Екран один і Екран два, які, по суті, одна й та сама програма, назва якої змінювалася залежно від того, показувалася вона на BBC One або BBC Two, канал варіюється залежно від змісту та тону випущених драм.
У 1992 році вона покинула BBC, щоб обійняти посаду редактора драматичного сценарію на Carlton Television, працюючи на Трейсі Хофман, контролерку драми. Карлтон виграв франшизу мережі ITV за телевізійне мовлення в Лондоні по буднях і планував створити драми для національного споживання всією мережею. У Карлтоні Трентер спостерігала за виробництвом комедійної драми Frank Stubbs Promotes та медичною драмою вікторіанської епохи Bramwell, обидві вони стали успішними та популярними хітами для ITV.
Її успіх як виконавчого продюсера Карлтона призвів до того, що BBC зробила Джейн пропозицію повернутись; і в 1997 році це сталось. Спочатку вона працювала як виконавчий продюсер відділу кіно та одиночної драми. У 1999 році вона стала керівником драматичних серіалів. У цих ролях Трентер була уповноважена контролювати низку драм, зроблених повністю відділом драми BBC або спродюсованих спільно з ним, починаючи з основаної на футболі комедійної драми драматурга Артура Сміта "Моє літо з Десом" (1998), до суворих сучасних драм, таких як «Воїни» (1999, у головній ролі Меттью Макфадієн) та традиційні літературні адаптації BBC у стилі Девіда Копперфілда (також 1999).

## Продюсер BBC
У 2000 році Джейн Трентер перевели на посаду контролюючої драми в BBC, де вона в результаті наглядала за випуском всієї драматичної продукції Корпорації по всіх каналах, як у внутрішніх відділах, так і продукції незалежних компаній, у фільмах, серіалах та одноразових проєктах. Під час її перебування на посаді керівника відділу драми BBC випустили на екран такі популярні рейтингові серіали, як "Привиди"(BBC One, 2002–2011), «Ходячі мерці» (BBC One, 2000—2011), а також вийшли у світ проєкти, що отримали багато нагород, такі як «Велика гра» Пола Еббота (2003), і екранізація роману Чарлза Діккенса «Холодний будинок» (2005). Вона також наглядала за перетворенням популярних драм «Casualty» і її спін-оффу Holby City в проєкт, що виходить щорічно, додаванням четвертого епізоду до мильної опери «Жителі Іст-Енду» та надзвичайно успішним відродженням класичного науково-фантастичного серіалу «Доктор Хто» у 2005 році.
У 2003 році вона відповідала за планування бюджету в £324 мільйони фунтів стерлінгів, а лише тільки за один 2002 рік під керівництвом Трентер випустили 473 години телебачення. У вересні 2006 року Трентер перевели на новостворену посаду керівника Fiction of BBC. Це зробило її відповідальною не лише за драму, але за комедії, а також за фільми та придбані продукти з-за кордону. На цій новій посаді Трентер мала майже безпрецедентний контроль над сценарієм драми на BBC.

## BBC Worldwide
Протягом 2008 року в ЗМІ були міркування про те, що Трентер покидає BBC, щоб обійняти посаду керівника американської частини BBC Worldwide. Попри заперечення претензії на заході Royal Television Society в червні, її нова роль у США була підтверджена вже у вересні. Вона розпочала свою нову роботу на посаді виконавчого віцепрезидента з планування програми та виробництва на базі Лос-Анджелеса BBC Worldwide 1 січня 2009 року. BBC зазнали критики за консолідацію контролю над надання повноважень відділу Fiction одній людині; після відставки Трентер відповідальність була розподілена між чотирма керівниками BBC.

## Bad Wolf
Влітку 2015 року вона створила продюсерську компанію з Джулі Гарднер, що базується в Кардіффі, Уельсі та Лос-Анджелесі, Каліфорнія. Вони назвали її «Bad Wolf» відповідно до сюжетної стрічки «Доктор Хто».